# 長崎尚志
長崎 尚志（ながさき たかし、1956年1月14日 - ）は、日本の漫画編集者・漫画原作者・漫画プロデューサー・小説家。名古屋造形大学元客員教授。

## 経歴
宮城県仙台市出身。幼い頃は名古屋、東京、横浜、金沢などで過ごす。1980年小学館入社。『ビッグコミック』『週刊少年サンデー』『ビッグコミックオリジナル』『ビッグコミックスペリオール』などの編集を担当する。1999年7月『ビッグコミックスピリッツ』編集長に就任。2001年に小学館を退社、フリーとなり、以降は漫画原作者として活動する。東周斎雅楽（とうしゅうさい がらく）、 江戸川啓視（えどがわ けいし）、リチャード・ウーなど複数のペンネームで多くの作品を手掛ける。

## 漫画原作・脚色・プロデュース等

### 長崎尚志名義
- MASTERキートン （作画：浦沢直樹） （1988年 - 1994年、ビッグコミックオリジナル） - 脚本（勝鹿北星および浦沢との連名）
- MONSTER （作：浦沢直樹） （1994年 - 2001年、ビッグコミックオリジナル） - スーパーバイザー
- ANOTHER MONSTER―The investigative report　共著：浦沢直樹、ヴェルナー・ヴェーバー （2002年、Big comics special） - 訳
- 20世紀少年/21世紀少年 （作画：浦沢直樹） （1999年 - 2006年、ビッグコミックスピリッツ） - プロット共同制作
- PLUTO （作画：浦沢直樹、原作：手塚治虫） （2003年 - 2009年、ビッグコミックオリジナル） - プロデューサー
- 終戦のローレライ （原作：福井晴敏、画：虎哉孝征） （2005年 - 2007年、月刊アフタヌーン） - 脚色
- 月に向かって投げろ! （作画：浦沢直樹） （2007年、AERA COMIC ニッポンのマンガ） - プロット共同制作
- なまえのないかいぶつ （著：エミル・シェーベ、 訳：うらさわ なおき） （2008年、Big comics special）　- 解説
- BILLY BAT （作画：浦沢直樹） （2008年 - 2016年、モーニング） - ストーリー共同制作
- デカガール （作画：芳崎せいむ） （2008年 - 2011年、Kiss PLUS） - 原作
- SQ （作画：きら） （2010年、YOU） - 原作
- 憂国のラスプーチン （作画：伊藤潤二　原作：佐藤優） （2010年 - 2012年、ビッグコミック） - 脚本
- MASTERキートン Reマスター （作画：浦沢直樹） （2012年 - 2014年、ビッグコミックオリジナル） - ストーリー
- うさぎ探偵物語 （作画：芳崎せいむ） （2012年 - 、Kiss） - 原作
- ヤマテラス・コード（作画：中島三千恒） （2013年 - 2014年、ジャンプ改） - 原作
- ZIG（作画：猿渡哲也） （2017年、グランドジャンプ） - 原作
- エデンの王（作画：IGNITO） （2017年 - 2019年、ズズズキュン！） - 原作

### プランダ村名義
- ハンサムウーマン （画：鎌田洋次） （1992年 - 1994年、ビッグコミックスペリオール） - 脚本[4]

### 空論（創作委員会）名義
- 机上の九龍 （画：青木朋） （2000年 - 2001年、ビッグコミックスピリッツ、2002年、漫戦スピリッツ、2005年 - 2007年、papyrus→2007年 - 、デジコミ新潮 コム・コム） - 脚本
- アクエイリアス 〜兎王伝〜 （画：青木朋） （2004年、月刊サンデージェネックス9・10月号） - 原作

### 江戸川啓視名義
- プルンギル -青の道- （画：クォン・カヤ） （2002年 - 2003年、コミックバンチ） - 原作
- ゴルゴ13 （画：さいとう・たかを） - 脚本
  - 「429話 真のベルリン市民」 （2003年、ビッグコミック）
  - 「555話 ロンメル将軍の財宝」 （2015年、ビッグコミック）
- 青侠 （画：石渡洋司） （2004年 - 2005年、スーパージャンプ） - 原作

### 東周斎雅楽名義
- イリヤッド-入矢堂見聞録- （画：魚戸おさむ） （2002年 - 2007年、ビッグコミックオリジナル） - 原作
- テレキネシス 山手テレビキネマ室 （画：芳崎せいむ） （2004年 - 2007年、ビッグコミックスピリッツ） - 原作

### ビッグ・オー名義
- ジナス （作画：吉田聡） （2005年 - 2008年、モーニング） - プロット共同制作

### リチャード・ウー名義
- ディアスポリス 異邦警察（作画：すぎむらしんいち）（2006年 - 2009年、モーニング） - 脚本
- クロコーチ（作画：コウノコウジ）（2012年 - 2018年、週刊漫画ゴラク） - 脚本
- アブラカダブラ 〜猟奇犯罪特捜室〜（作画：芳崎せいむ）（2015年 - 2020年11月増刊号、ビッグコミックオリジナル増刊）
- ディアスポリス -異邦警察- 999篇（作画：すぎむらしんいち）（2016年 - 、モーニング） - 脚本（『ディアスポリス 異邦警察』の新シリーズ）
- 卑弥呼（作画：中村真理子）（2018年 - ビッグコミックオリジナル）
- 警部補ダイマジン （作画：コウノコウジ）（2019年 - 、週刊漫画ゴラク） - 脚本
- 四月一日のエマ（作画：幾田羊）（2019年、イブニング）
- Mの首級 マッカーサー暗殺計画（作画：池上遼一）（2020年 、ビッグコミックスペリオール）
- 民俗学者 赤坂弥一郎の事件簿（漫画：芳崎せいむ）（2022年[5] - 2023年[6]、月刊アフタヌーン）

## その他の作品

### 小説

#### 醍醐真司の博覧推理ファイルシリーズ
- 闇の伴走者―醍醐真司の猟奇事件ファイル―（2012年4月 新潮社 ISBN 978-4-10-332171-2） - クライムミステリー、長編書き下ろし
  - 【改題】闇の伴走者―醍醐真司の博覧推理ファイル―（2015年2月 新潮文庫 ISBN 978-4-10-126851-4）
- 黄泉眠る森―醍醐真司の博覧推理ファイル―（2015年3月 新潮社 ISBN 978-4-10-332172-9）
  - 【改題】邪馬台国と黄泉の森―醍醐真司の博覧推理ファイル―（2017年9月 新潮文庫 ISBN 978-4-10-126852-1）
- 編集長の条件―醍醐真司の博覧推理ファイル―（2018年1月 新潮社 ISBN 978-4-10-332173-6 / 2021年2月 新潮文庫 ISBN 978-4-10-126853-8）

#### その他
- アルタンタハー 東方見聞録奇譚 （2010年1月 講談社 ISBN 978-4-06-215849-7） - 歴史ミステリ、2編収録
  - 黄金の鶏 （「アルタンタハー 東方見聞録奇譚」のタイトルで講談社の文芸誌『パンドラ』Vol.2B（2008年12月）に掲載）
  - 黄金の鞍 （書き下ろし）
- パイルドライバー（2016年9月 KADOKAWA ISBN 978-4-04-104601-2）
  - 【改題】県警猟奇犯罪アドバイザー・久井重吾 パイルドライバー（2018年10月 角川文庫 ISBN 978-4-04-107389-6）
- ドラゴンスリーパー（2018年4月 KADOKAWA ISBN 978-4-04-105721-6）
- 風はずっと吹いている（2019年7月 小学館 ISBN 978-4-09-386542-5）
- キャラクター（2021年5月 小学館 ISBN 978-4-09-407013-2）

### 映画脚本
長崎尚志名義
- 20世紀少年 3部作
  - 20世紀少年 監督：堤幸彦 （2008年）福田靖・浦沢直樹・渡辺雄介と共同 - 映画脚本（企画兼任）
  - 20世紀少年 第2章 最後の希望 監督：堤幸彦 （2009年）渡辺雄介と共同 - 映画脚本（企画兼任）
  - 20世紀少年 最終章 ぼくらの旗 監督：堤幸彦 （2009年）浦沢直樹と共同 - 映画脚本（企画兼任）
- キャラクター（2021年）原案・脚本[7]